# Мосеєво (Оршанська волость)
Мосеєво (рос. Мосеево) — присілок в Новоржевському районі Псковської області Російської Федерації.
Населення становить 5 осіб. Входить до складу муніципального утворення Вехнянська волость.

## Історія
Від 2015 року входить до складу муніципального утворення Вехнянська волость.

## Населення
| 2001 | 2002 | 2010 |
| ---- | ---- | ---- |
| 12   | ↘10  | ↘5   |